# Aleuroclava takahashii
Aleuroclava takahashii là một loài côn trùng cánh nửa trong họ Aleyrodidae, phân họ Aleyrodinae.
Aleuroclava takahashii được David & Subramaniam miêu tả khoa học đầu tiên năm 1976.